# Kalumba
Kalumba (Jateorhiza palmata), auch Kolombowurzel, Colombo, Handblättriger, -förmiger Kokkel oder Mondsame(n), Ruhrwurzel, Handförmiges Mondkorn, Kolombopflanze und (Schildblättriger) Mondsame genannt, ist eine Pflanzenart aus der Familie der Mondsamengewächse (Menispermaceae), die im  tropischen Afrika vorkommt.

## Beschreibung
Jateorhiza palmata wächst als Liane. Es werden größere Pflanzenknollen als Speicherorgane gebildet. Die Sprossachsen sind zunächst dicht fein behaart, später drüsig-borstig.
Die wechselständigen und langstieligen Laubblätter sind handförmig gelappt. Die drüsig-feinborstigen Blattstiele weisen eine Länge von 18 bis 25 cm auf. Die im Umriss rundliche bis breit-eiförmige Blattspreite ist 15 bis 35 cm lang und 15 bis 40 cm breit, an der Basis mehr oder weniger herzförmig und meistens mit fünf (bis neun) breiten, eiförmigen bis länglichen und ganzrandigen Lappen versehen. Reduzierte Lappen oder größere Zähne können vorkommen. Zur Spitze hin sind die Lappen bespitzt bis spitz oder zugespitzt bis geschwänzt. Die leicht ledrige Blattspreite ist beidseitig feinborstig behaart, selten verkahlen die Blätter im Alter. Die oberseits eingeprägte Nervatur ist handförmig mit meist fünf bis sieben Hauptadern. Die Nebenblätter fehlen.
Jateorhiza palmata ist zweihäusig getrenntgeschlechtig (diözisch). Es werden achselständige und langborstige, drüsige Blütenstände gebildet. Die männlichen sind rispig  mit traubigen Seitenachsen, die weiblichen meist traubig. Die männlichen Blütenstände sind bis zu 40 cm lang, mit 2 bis 10 cm langen Seitenästen. Die weiblichen, viel kürzeren und wenigblütigeren Blütenstände werden 8 bis 10 cm lang. Die Blüten haben jeweils ein abfallendes und schmales, fransiges und die Seitenäste ein pfriemliches Tragblatt. Die eingeschlechtlichen, sehr kleinen Blüten besitzen eine doppelte Blütenhülle und sind radiärsymmetrisch.
Die männlichen, kurz gestielten bis fast sitzenden, gelb-grünen Blüten bestehen aus 2,7 bis 3,2 mm langen und 1,3 bis 1,6 mm breiten, grünlichen 6 kahlen Kelchblättern in zwei Kreisen, sowie 1,8 bis 2,2 mm langen 6 seitlich eingeschlagenen, schmalen Kronblättern und freien, 1 bis 1,8 mm langen 6 Staubblättern mit dicklichen Staubfäden, die mit der Kronblattbasis leicht verwachsenen sind. Die weiblichen, kurz gestielten und gelb-grünen Blüten besitzen 3 etwa 1 bis 1,5 mm lange, dicht drüsig-behaarte und freie, oberständige Fruchtblätter mit fast sitzenden und dreiteiligen Narben sowie 6 zungenförmige Staminodien und 6 schmale, hier nicht seitlich eingeschlagene, Petalen. Die Kelchblätter sind etwa gleich wie in den männlichen Blüten.
Die drüsig-behaarten und einsamigen, gelben, eiförmigen bis ellipsoiden Steinfrüchte weisen eine Länge von 2 bis 2,5 cm und eine Breite 1,5 bis 2 cm auf. Der Steinkern ist einseitig seidig behaart.

## Vorkommen
Jateorhiza palmata ist im mittleren bis südlichen tropischen Ostafrika, von Kenia bis nach Südafrika beheimatet und kommt dort in Höhenlagen zwischen 0 und 1500 Meter vor. Sie wird in Ghana, Mosambik, Madagaskar und in Brasilien oder Indien angebaut.
Außerhalb der Heimatgebiete ist sie gelegentlich als invasive Pflanze zu finden.

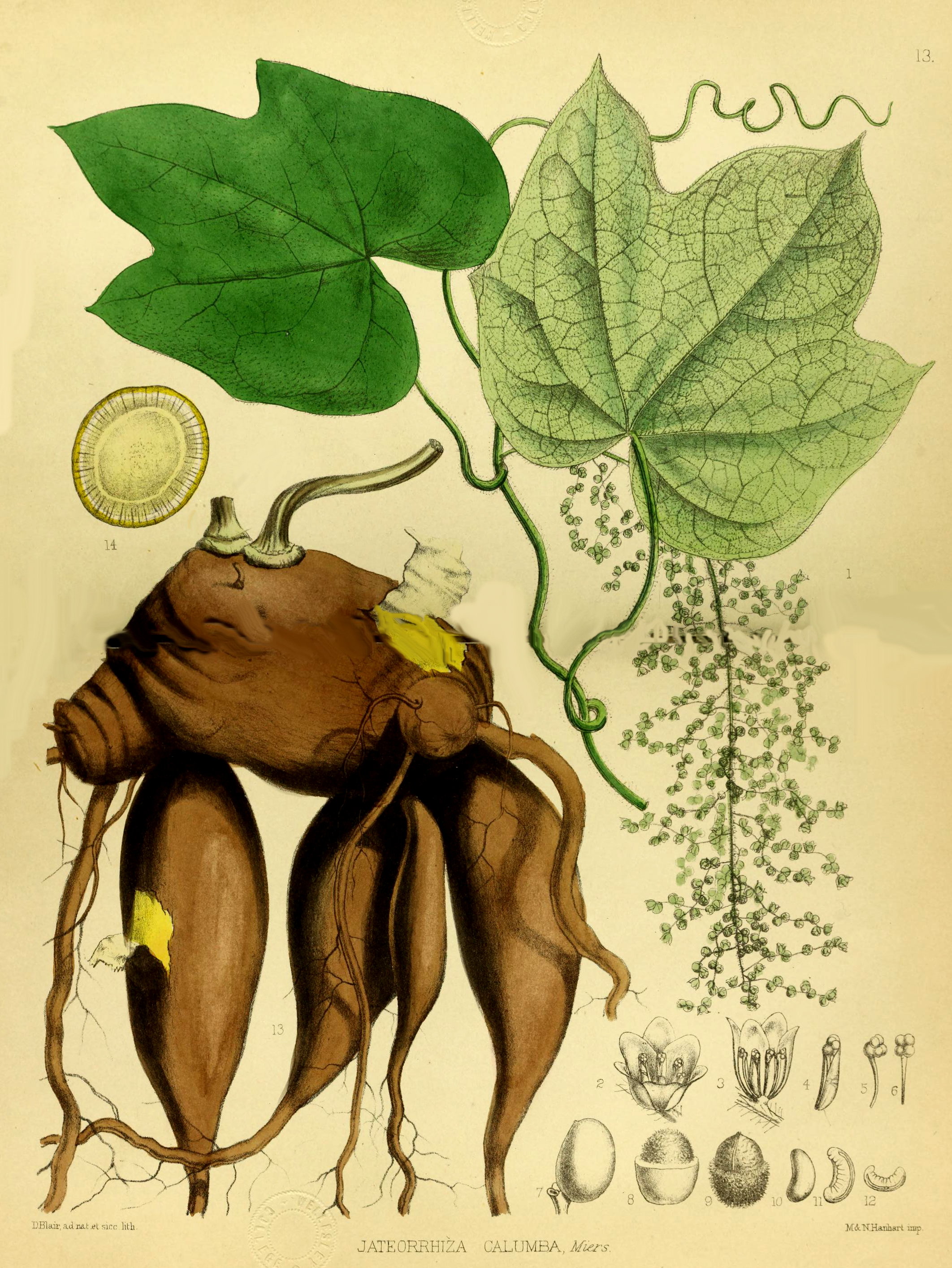
Abbildung aus Robert Bentley und Henry Trimen. Medicinal plants. 1880

## Geschichte und Verwendung
Francesco Redi schrieb bereits 1671 über eine Radix di Calumbe, die er als giftwidriges Mittel (alexipharmakon) deutete. Hieronymus David Gaub nannte sie Radix Indica und empfahl sie 1771 gegen „Unterleibsflüsse“ (alvi profluvia).
Allgemein bekannt wurde die Kalumbawurzel jedoch erst durch den englischen Arzt Thomas Percival, der 1773 einen ausführlichen Bericht über Anwendungsbeobachtungen mit der Wurzel bei Durchfall, Darmkolik und Erbrechen veröffentlichte. Percival kam zum Schluss, dass die Kalumbawurzel den Appetit anrege, die Verdauung unterstütze, die Qualität der Ausscheidungen des Magen-Darm-Trakts verbessere und den Brechreiz beseitige. In der Praxis des 19. Jahrhunderts wurden diese Wirkungen bestätigt.
Im amtlichen Arzneibuch «Preußische Pharmacopoë» war die „Radix Columbo“ ab der ersten Ausgabe 1799 aufgeführt und auch in der ab 1872 erschienene «Pharmacopoea Germanica» waren die Wurzeln und das aus ihr bereitete Extrakt vertreten.

## Synonyme
Synonyme für Jateorhiza palmata (Lam.) Miers sind: Jateorhiza columba (Roxb.) Oliv., Cocculus palmatus (Lam.) DC., Jateorhiza miersii Oliv., Menispermum columba Roxb. und das Basionym ist Menispermum palmatum Lam. Daher kommen auch die unterschiedlichen Bezeichnungen der Droge.